# عبد السلام الترمانيني
عبد السَّلام الترمانيني (1913 - 1990)، مؤلف سوري معاصر.

## حياته
هو عبد السَّلام بن إبراهيم الترمانيني. تنتمي أسرته إلى قرية ترمانين قرب حلب. ولد في حلب عام 1913. نال شهادة دكتوراة الدولة في الحقوق من كلية الحقوق – جامعة باريس سنة 1939، ثم انتخب نقيباً للمحامين في سوريا سنة 1947، ثم عين عميداً لكلية الحقوق في جامعة حلب سنة 1962، ثم عين رئيساً لقسم القانون المدني في جامعة دمشق سنة 1970، ثم تعاقد مع جامعة الكويت لتدريس القانون فيها من 1971 إلى 1986. عاد بعد ذلك إلى مدينة حلب واستقر فيها حتى وفاته.

## مؤلفاته
ألف الدكتور عبد السَّلام الترمانيني كتبًا كثيرة منها:
- «الوسيط في تاريخ القانون والنظم القانونية»، جامعة الكويت.
- «القانون المقارن والمناهج القانونية الكبرى المعاصرة»، جامعة الكويت.
- «الحقوق العينية الأصلية والتبعية»، جامعة حلب.
- «حقوق الإنسان في نظر الشريعة الإسلامية»، بيروت.
- «الرق، ماضيه وحاضره»، سلسة عالم المعرفة، الكويت، ديسمبر 1979م.[1]
- «الزواج عند العرب في الجاهلية والإسلام: دراسة مقارنة»، سلسة عالم المعرفة، الكويت، أغسطس 1984م.[2]

لكن أبرز مؤلفاته يمكن أن يكون «أحداث التاريخ الإسلامي بترتيب السنين»، وهو عمل ضخم يستعرض تاريخ الإسلام سنة بسنة من السنة الأولى للهجرة حتى سنة 1250هـ، مع ترجمة لأشهر الأعلام في شتى المجالات، وهو صادر في عدة مجلدات عن دار طلاس للنشر، دمشق، وهذه المجلدات مقسمة كما يلي:
- الجزء الأول في مجلدين من السنة الأولى للهجرة إلى 250هـ.
- الجزء الثاني في مجلدين من 251هـ، إلى 500هـ.
- الجزء الثالث في مجلدين من 501هـ، إلى 750هـ.
- الجزء الرابع في مجلد واحد من 751هـ، إلى 1000هـ.
- الجزء الخامس في مجلد واحد من 1001هـ، إلى 1250هـ.

## حياته العائلية
تزوج من نائلة بانو بنت ضياء الدين حتى وفاتها عام 1985.
جده الثاني هو العالم الفقيه محمد نور الدين الترمانيتي.
توفي عام 1990.